# 피의 일요일 (1900년)
피의 일요일은 1900년 2월 18일 제2차 보어 전쟁에서 영국군과 오렌지 자유국군의 전투가 벌어지면서 다수의 사상자를 낸 사건이다.

## 배경
파르데버그 전투 첫 날 영국, 캐나다군 6,000명은 마침내 피엣 크론제 아래에 있는 약 5천명의 보어 군인과 일부 민간인들을 11일 모더강 남쪽으로부터 진군한 킴벌리 근처의 모더 강 굽이에서 포위시켰으며 보어인들은 파르데버그 언덕에서 영국군으로부터 참호를 방어했다. 영국군의 키치너 사령관은 보어 참호에서 곧장 전하를 명령하며 전투를 시작했고, 하이랜드 여단과 제2대대인 캐나다 왕립 보병 연대가 공격을 주도했다.
보어군은 영국군이 100명 안에 들어갈 때까지 발포하지 않았으며 영국인들은 꼼짝없이 갇혔고 영국인들이 철수하는 해질녘까지 총격전이 지속되었다. 하이랜드 주민들은 거의 300명의 사상자를 냈고 캐나다군 18명이 사망하고 60명이 부상을 당했다. 다른 지역에서 발생한 공격으로 총 1,100명의 사상자가 발생했으며, 200명이 사망해 이는 영국군으로서는 하루 만에 최악의 손실을 냈다.
로버츠 사령관은 그 날 저녁 첫 공격이 있은 후 지휘를 재개했고 9일 동안 지속되었다. 2월 27일, 혼란스러운 야간 공격 후, 살아남은 보어군 4,000명이 투항하게 된다.
보어족이 포화에 의해 죽은 말과 소의 시체를 던지던 하류에 있는 모더강의 물을 마신 탓으로, 병으로 인해 2,000명의 영국군이 파르데버그에서 죽거나 병으로 인해 추가 징집을 해야만 했다.

## 같이 보기
- 남아프리카 공화국의 군사사